# Comté de Houston (Géorgie)
Pour les articles homonymes, voir Comté de Houston.
Le comté de Houston est un comté de Géorgie, aux États-Unis.

## Démographie
| 1830  | 1840  | 1850   | 1860   | 1870   | 1880   |
| ----- | ----- | ------ | ------ | ------ | ------ |
| 7 369 | 9 711 | 16 450 | 15 611 | 20 406 | 22 414 |

| 1890   | 1900   | 1910   | 1920   | 1930   | 1940   |
| ------ | ------ | ------ | ------ | ------ | ------ |
| 21 613 | 22 641 | 23 609 | 21 964 | 11 280 | 11 303 |

| 1950   | 1960   | 1970   | 1980   | 1990   | 2000    |
| ------ | ------ | ------ | ------ | ------ | ------- |
| 20 964 | 39 154 | 62 924 | 77 605 | 89 208 | 110 765 |

| 2010    | 2020    | - | - | - | - |
| ------- | ------- | - | - | - | - |
| 139 900 | 163 633 | - | - | - | - |